# Alro
Alro SA er en rumænsk aluminiumsproducent med hovedkvarter i Slatina. Selskabet blev etableret i 1963 og er i dag vokset til en af Europas største aluminiumsproducenter med en årlig produktion 283.000 tons. De primære produktionsfaciliteter er i  Slatina, hvor der er smelteri og forarbejdningsfaciliteter. De har også afdelinger i Bukarest, Tulcea og i Freetown (Sierra Leone).
Alro er majoritetsejet af Vimetco og børsnoteret på Bucharest Stock Exchange.